# Linówko (Pojezierze Ińskie)
Linówko – jezioro na Pojezierzu Ińskim, położone w gminie Ińsko, w powiecie stargardzkim, w woj. zachodniopomorskim. 
Według danych gminy Ińsko powierzchnia zbiornika wynosi 31,2 ha, jednak inne źródło podaje 40,39 ha.
Maksymalna głębokość jeziora wynosi 3,7 m.
W typologii rybackiej Linówko jest jeziorem linowo-szczupakowym. W jeziorze dominuje płoć, a gatunkami towarzyszącymi są lin i szczupak. 
Las otacza południowy brzeg, natomiast nad północnym brzegiem leży wieś Linówko. Około 0,6 km na północny wschód od Linówka rozpoczyna się jezioro Ińsko, nad którym leży miasto Ińsko. 
Na południowo-wschodnim brzegu jeziora opodal drogi do Koziej Góry znajduje się głaz granitowy o średnicy 1,1 m.